# Peter Bergvall
Peter Bergvall   (Fjugesta, c. 1976) és un antic pilot d'enduro suec que va guanyar dos Campionats del món de 250cc 4T amb Yamaha els anys 2002 i 2003. També va obtenir la victòria individual en la mateixa categoria als Sis Dies Internacionals d'Enduro del 2003, celebrats a Fortaleza (Brasil). Actualment, Bergvall fa de cap del departament de curses del fabricant de suspensions WP, una filial de KTM amb seu a Mattighofen (Àustria).